# Néa Iraklítsa
Néa Iraklítsa är en ort i Grekland.   Den ligger i prefekturen Nomós Kaválas och regionen Östra Makedonien och Thrakien, i den nordöstra delen av landet, 300 km norr om huvudstaden Aten. Néa Iraklítsa ligger 16 meter över havet och antalet invånare är 1 560.
Terrängen runt Néa Iraklítsa är kuperad åt nordväst, men åt sydost är den platt. Havet är nära Néa Iraklítsa åt sydost.  Närmaste större samhälle är Kavála, 11,3 km nordost om Néa Iraklítsa. 